# Mina minnens stad
"Mina minnens stad" är en svensk dansbandslåt från 1989, skriven av Lasse Holm och Ingela Forsman.
Låten spelades in första gången 1989 av Haakon Pedersen och utgör tredje spår på albumet Nattens drottning. Den släpptes också som B-sida till singeln "Nattens drottning" samma år. År 2001 tolkades låten av Hedez som utgav den som singel utan B-sida. Låten producerades och arrangerades av Vidar Alsterberg. Den spelades in i Purple Sound Studio med Conny Ebegård och Lennart Sjöholm som ljudtekniker.
Hedez version tog sig in på Svensktoppens sjunde plats den 4 augusti 2001 och stannade en vecka på listan.

## Låtlista
Haakon Pedersen
1. "Nattens drottning" (Elisabeth Berg)
2. "Mina minnens stad" (Lasse Holm, Ingela Forsman)

Hedez
1. "Mina minnens stad" (Lasse Holm, Ingela Forsman)